# The Walking Dead
The Walking Dead er en amerikansk post-apokalyptisk horror-tv-serie, der er udviklet af Frank Darabont. Den er baseret på tegneserien af samme navn af Robert Kirkman, Tony Moore, og Charlie Adlard.
Den engelske skuespiller Andrew Lincoln spiller sheriffen Rick Grimes, der efter længere tids koma vågner op til en verden hvor en zombieepidemi er brudt ud. Han sætter sig for at finde sin familie og andre overlevende.
The Walking Dead havde premiere den 31. oktober 2010 på kabel-tv-stationen AMC i USA. På baggrund af dens flotte modtagelse, bestilte AMC sæson nummer to bestående af 13 afsnit, der havde premiere den 16. oktober 2011. To afsnit inde i anden sæson, offentliggjorde AMC at serien ville vende tilbage med en tredje sæson. I øjeblikket er 11. og sidste sæson aktuel, men er ikke tilgængelig hos danske medieydbydere.
Den 1. september 2016 fjernede DR3 The Walking Dead fra sendefladen efter problemer med svingende seertal og køb af ny sæson. Dog har DR3 valgt i fremtiden at genudsende sæson 1-6, hvorefter man vil diskutere køb af fremtidige sæsoner.

## Resume af serien
Rick Grimes er en tidligere politibetjent, som har ligget i koma i flere måneder efter at have været blevet skudt. Da han vågner, finder han ud af, at verden er blevet overtaget af zombier, og at han umiddelbart er den eneste person, der stadig er i live. Da hans kone og søn er forsvundet, begiver han sig mod Atlanta for at lede efter sin familie. Efter han med nød og næppe undslipper zombierne ved ankomsten til Atlanta, får han hjælp af en anden overlevende, Glenn, som tager Rick med til en lejr uden for byen. Her finder Rick sin kone og søn, Lori og Carl. Sammen med hans partner og bedste ven, Shane, leder han en lille gruppe af overlevende, som kæmper mod zombierne og andre grupper af overlevende, som er parat til at gøre hvad som helst for at overleve. Der er indtil videre 10 færdiggjorte sæsoner af The Walking Dead. Den 11., som også bliver den sidste, får premiere 22. august 2021, og slutter i 2022 med sæsonens fireogtyvende afsnit.